# Jakob Janussen
Jakob Janussen (* 26. Oktober 1941 in Narsaq; † 20. Oktober 2023 in Frederiksberg, Dänemark) war ein grönländischer Beamter und Politikwissenschaftler.

## Leben
Jakob Janussen war der Sohn des Jägers und Schäfers Jens David Tittus Johan Thomas Janussen (1895–1969) und seiner Frau Kristiane Johanne Mariane Sibylle Poulsen (1897–1951). Er heiratete am 19. August 1972 die Dänin Estrid Kristensen (* 1951), die später Direktorin der Universität von Grönland wurde, Tochter des Universitätsdozenten Erik Kristensen († 2006) und der Universitätsdozentin Hanna Kielland-Brandt.
Jakob Janussen besuchte die Kathedralschule in Viborg, die er 1963 abschloss. Anschließend begann er ein Studium an der Universität Aarhus, das er 1974 als cand. scient. pol. abschloss. Von 1974 bis 1977 war er am Grønlandsministeriet angestellt und von 1977 bis 1979 beim Grønlandsrådet. Von 1975 bis 1978 war er Informationsmitarbeiter bei der Hjemmestyrekommission. Nach Einführung der Hjemmestyre arbeitete er bis 1997 bei der grönländischen Regierung. Von 1997 bis 2000 war er Direktor von KANUKOKA, dem grönländischen Kommunalverband. Von 2000 bis 2001 war er Direktor des Inatsisartut. Er war Vorsitzender der grönländischen Selvstyrekommission, die von 1999 bis 2003 arbeitete. Anschließend war er Chef des grönländischen Sekretariats der dänisch-grönländischen Selvstyrekommission, die von 2004 bis 2008 bestand.
Jakob Janussen hatte zahlreiche ehrenamtliche Posten inne. Von 1980 bis 1983 war er Vorsitzender des Schulwesens an der Schule Qorsussuaq in Nuuk, von 1985 bis 1987 Vorsitzender der grönländischen Beamtenkommission und von 1987 bis 1989 Vorsitzender des grönländischen Arbeitsklimarats. Zudem war er von 1980 bis 1991 Aufsichtsratsmitglied bei Sydgrønlands Bogtrykkeri, 1987 Mitglied der Kinderstiftung der Gemeinde Nuuk, von 1987 bis 1990 Aufsichtsratsmitglied bei Det grønlandske Baseselskab und von 1988 bis 1991 Mitglied des Öffentlichen Abkommensrats für Grönland.
Er erhielt 2017 den Ehrendoktorgrad der Universität von Grönland. Jakob Janussen starb in der Nacht auf den 20. Oktober 2023 kurz vor seinem 82. Geburtstag nach langer Krankheit im Krankenhaus Frederiksberg und hinterließ seine Frau, zwei Kinder und fünf Enkel.

## Werke
- 1998: Det grønlandske aftalesystem
- 1999: Rigsfællesskabet set fra grønlandsk side
- 2003: Demokratiets vilkår i Grønland
- 2010: Greenland's actual political situation, with particular focus on its role within Danish kingdom and the international level
- 2019: Grønlands vej til større selvbestemmelsesret